# Bomarea euryantha
Bomarea euryantha là một loài thực vật có hoa trong họ Alstroemeriaceae. Loài này được Alzate mô tả khoa học đầu tiên năm 2005.